# Edgbaston Cup 1985
Birmingham Classic 1985 — жіночий тенісний турнір, що проходив на відкритих кортах з трав'яним покриттям Edgbaston Priory Club у Бірмінгемі (Англія). Належав до турнірів 2-ї категорії в рамках Світової чемпіонської серії Вірджинії Слімс 1985. Відбувсь учетверте й тривав з 10 червня до 16 червня 1985 року. Пем Шрайвер здобула титул в одиночному розряді.

## Учасниці
| \| Спортсменка \| Країна \| Сіяна \| \| ---------------- \| ------ \| ----- \| \| Пем Шрайвер \| \| 1 \| \| Пем Кеселі \| \| 2 \| \| Алісія Молтон \| \| 3 \| \| Вірджинія Рузічі \| \| 4 \| \| Еліз Берджін \| \| 5 \| \| Даянн Балестрат \| \| 6 \| \| Розалін Феербенк \| \| 7 \| \| Аннабел Крофт \| \| 8 \| \| Камілл Бенджамін \| \| 9 \| \| Енн Мінтер \| \| 10 \| \| Шерон Волш-Піт \| \| 11 \| \| Робін Вайт \| \| 12 \| \| Джо Дьюрі \| \| 13 \| \| Елізабет Смайлі \| \| 14 \| | Нижче наведено гравчинь, які пробились в основну сітку через стадію кваліфікації: - Марі-Крістін Каллежа - Svetlana Cherneva - Kris Kinney - Хетер Ладлофф - Тіна Мочідзукі - Дженніфер Мундел - Кім Сендс - Масако Янагі |       |
| Спортсменка | Країна | Сіяна |
| Пем Шрайвер | США | 1     |
| Пем Кеселі | США | 2     |
| Алісія Молтон | США | 3     |
| Вірджинія Рузічі | Румунія | 4     |
| Еліз Берджін | США | 5     |
| Даянн Балестрат | Австралія | 6     |
| Розалін Феербенк | ПАР | 7     |
| Аннабел Крофт | Велика Британія | 8     |
| Камілл Бенджамін | США | 9     |
| Енн Мінтер | Австралія | 10    |
| Шерон Волш-Піт | США | 11    |
| Робін Вайт | США | 12    |
| Джо Дьюрі | Велика Британія | 13    |
| Елізабет Смайлі | Австралія | 14    |

## Фінальна частина

### Одиночний розряд
Пем Шрайвер —  Бетсі Нагелсен 6–1, 6–0
- Для Шрайвер це був третій титул за сезон і 10-й — за кар'єру.

### Парний розряд
Террі Голледей /  Шерон Волш-Піт —  Еліз Берджін /  Алісія Молтон 6–4, 5–7, 6–3
- Для Голледей це був перший титул у парному розряді за сезон і за кар'єру. Для Волш-Піт це був другий титул у парному розряді за сезон і 22-й - за кар'єру.